# Who Shot Ya?
Who Shot Ya?, spesso indicata anche senza il punto interrogativo, Who Shot Ya, è un brano musicale hip hop del rapper statunitense The Notorious B.I.G., comunemente noto come Biggie Smalls, prodotto da Puff Daddy. Il brano fu pubblicato il 21 febbraio 1995 come lato B di una versione alternativa del singolo Big Poppa/Warning dalla Bad Boy Records. Mentre il lato A Big Poppa divenne un grosso successo pop, Who Shot Ya? con il suo testo minaccioso, divenne rapidamente un enorme successo da strada negli Stati Uniti, e molto influente nell'ambiente hip hop. Pezzo diss più celebre di Biggie, fu anche molto controverso. Nonostante nel testo non si faccia mai il suo nome, il brano diede inizio alla famigerata "guerra rap" con il collega Tupac Shakur.

## Descrizione
La base strumentale di Who Shot Ya?, ritenuta oggi storica nella musica rap, venne prodotta da Puffy e da Nashiem Myrick, uno dei suoi collaboratori, campionando una porzione della canzone The Masquerade is Over di David Porter. Puffy la utilizzò prima per un breve interludio rap in una traccia dell'album My Life di Mary J. Blige, pubblicato nel novembre 1994. Alla fine di febbraio 1995, il testo di Who Shot Ya? scritto da Biggie sembrò essere una provocazione nei confronti di Tupac. Infatti poco tempo prima, Tupac era finito in carcere con una condanna per stupro e alla fine del novembre 1994 era stato gravemente ferito in un agguato durante una tentata rapina all'arrivo ai Quad Studios di New York dove si era recato per collaborare a un pezzo di un rapper della Uptown Records.
Nel corso di un'intervista rilasciata alla rivista Vibe in gennaio, Tupac espresse pubblicamente il suo sospetto che le persone presenti allo studio quella sera, inclusi Biggie e Puffy, avessero organizzato l'agguato del novembre 1994. Intervistati in merito, Biggie e Puffy negarono qualsiasi coinvolgimento nella sparatoria, e Biggie aggiunse che era assurdo pensare che Who Shot Ya? parlasse di Tupac. Tuttavia, citando la tempistica dell'uscita della canzone, e rifiutandosi di "nascondersi dietro ai fatti", Tupac compose in risposta la celebre Hit 'Em Up, citando per nome, prendendo in giro, minacciando e insultando Biggie e Puffy. Pubblicata nel giugno 1996, la canzone portò al massimo la faida hip hop tra East Coast e West Coast. Biggie ribadì comunque di aver composto e registrato Who Shot Ya? molto tempo prima che sparassero a Tupac.
I casi degli omicidi di Tupac nel settembre 1996 e di Biggie nel marzo 1997 rimangono ad oggi ufficialmente irrisolti dopo oltre vent'anni, ma innescarono il dilagare di speculazioni incolpando in parte delle rispettive morti questa "guerra rap".

### Dissing
Nel suo caratteristico stile gangsta rap dell'epoca, all'inizio di Who Shot Ya? Puffy rappa: «As we proceed / to give you what you need [...] Get live, motherfuckers / East Coast, motherfuckers / Bad Boy, motherfuckers» ("Mentre procediamo / A darvi quel di cui avete bisogno [...] Fatevi vivi figli di puttana / East Coast, figli di puttana / Bad Boy, figli di puttana"). Biggie prosegue con rime semplici e brutali:  «Who shot ya? / Separate the weak from the obsolete / Hard to creep them Brooklyn streets / It's on nigga, fuck all that bickering beef» ("Chi ti ha sparato? / Separa il debole dall'obsoleto / È difficile strisciare per quelle vie di Brooklyn / È guerra negro, fanculo quei piccoli bisticci"), aggiungendo inoltre: «Fuckin with B.I.G. it ain't safe [...] Big Poppa smash fools, bash fools [...] You rewind this, Bad Boy's behind this» ("Rompere il cazzo a B.I.G. non è sicuro [...] Big Poppa schiaccia gli stupidi, colpisce gli stupidi [...] Riavvolgi questo, c'è la Bad Boy dietro a tutto questo"). Furono proprio questi versi che fecero infuriare Tupac convinto che si riferissero a lui e all'aggressione armata subita nel novembre 1994 ai Quad Studios. Come molti fan della musica rap, Tupac interpretò Who Shot Ya? come un attacco personale, anche se il suo nome non veniva mai menzionato nella canzone.

## L'attacco ai Quad Recording Studios
La notte del 30 novembre 1994, poco prima del verdetto finale riguardante le accuse di abuso sessuale, spararono a Tupac Shakur cinque volte durante un apparente tentativo di rapina presso i Quad Recording Studios, studio musicale di Manhattan, New York.
Il fatto fu ricordato dallo stesso Tupac in un'intervista al settimanale Vibe. La notte dell'accaduto si trovava con il fidato amico Stretch, il manager Freddie Moore e un altro conoscente; arrivarono nello studio per effettuare delle registrazioni per l'impresario Booker, personalità emergente nel music business ingaggiato per apparire su una traccia di Little Shawn, giovane protetto con cui Shakur aveva litigato aspramente per questioni economiche. Arrivati ai Quad Studios, il rapper notò subito la presenza di due uomini afroamericani sulla trentina, vestiti con tenute militari e apparentemente indifferenti alla sua presenza; Shakur credette semplicemente che si trattassero di alcune guardie del corpo dell'entourage di The Notorious B.I.G., con cui Tupac era ancora in rapporti di amicizia. Nel momento in cui Shakur e i suoi furono davanti all'ascensore, i due uomini si avvicinarono al gruppo, estraendo delle pistole 9 mm, obbligandoli a stendersi a terra. La loro aggressione si concentrò quasi esclusivamente su Tupac, a cui spararono cinque volte mentre cercava di tirare fuori la sua Beretta M9, derubandolo di tutti i gioielli che indossava - del valore di centinaia di migliaia di dollari -, lasciandogli però un Rolex 6613, regalatogli dai presunti mandanti della rapina.
Shakur fu trascinato nell'ascensore e condotto al piano superiore dell'edificio, dove erano presenti altri artisti, rapper e impresari musicali, fra cui Biggie, Sean Combs, Little Caesar, Andre Harrell e altre figure di spicco sulla scena underground. Il rapper raccontò come i suoi amici e colleghi si comportassero in modo strano, come se fossero sorpresi che fosse ancora vivo; proprio in quei momenti concitanti, per via del singolare atteggiamento di molti di quelli che considerava amici, si gettarono le basi della storica rivalità fra Shakur e The Notorious B.I.G. per quella che si sarebbe successivamente identificata con il nome di faida hip-hop tra East e West Coast. Tupac sopravvisse ai proiettili e nel giro di 24 ore abbandonò il Bellevue Hospital Center contro l'opinione dei medici (perché non riteneva di essere al sicuro nell'ospedale newyorkese). Il giorno dopo infatti si presentò in tribunale su una sedia a rotelle per ascoltare il verdetto riguardo all'accusa di violenza sessuale.
Sebbene Biggie Smalls e Puffy erano presenti nello studio quella notte, negarono qualsiasi coinvolgimento:
(The Notorious B.I.G.)

## Reazione da parte di Tupac Shakur
Mentre si trovava in carcere, Tupac contattò Suge Knight, co-fondatore e CEO della Death Row Records di Los Angeles. Il 3 agosto alla seconda edizione degli annuali Source Awards a New York, la breve apparizione di Suge sul palco servì in parte per supportare Tupac, ma principalmente per sminuire Puffy e attaccare la rivale Bad Boy Records. L'episodio portò la rivalità tra East Coast e West Coast nel mondo dell'hip hop all'attenzione dei media.
In settembre, dopo uno scontro Bad Boy–Death Row avvenuto a una festa in Atlanta, un bodyguard della Death Row fu ucciso a colpi di arma da fuoco. In ottobre, in attesa del processo d'appello, Tupac fu rilasciato su cauzione, e volò a Los Angeles per firmare un contratto discografico con la Death Row.

### Hit 'Em Up
Nel dicembre 1995, intervistato dal giornalista Kevin Powell della rivista Vibe, Tupac rivelò il testo di una sua nuova canzone, intitolata Hit 'Em Up. A causa della faida in corso tra Est e Ovest, Powell chiese: «Non pensi che peggiorerà le cose?», Tupac rispose: «Questo è hip hop. I negri mi hanno sputtanato per tutto il tempo che ero in prigione. Who Shot Ya?, LL ha fatto una canzone chiamata I Shot Ya. Anche se non si tratta di me, negro, avrebbero dovuto pensare "non la faccio uscire questa, perché potrebbe pensare che parla di lui"». Quindi Powell gli chiese: «Credi che la canzone Who Shot Ya di Biggie parli di te?» «È uscita troppo in fretta. Il tempismo è stato perfetto. Era semplicemente di cattivo gusto» disse Tupac. «Così se Biggie pensa che Hit 'Em Up parla di lui, hey, chi se ne frega».
Powell gli fece notare: «Tu nomini i loro nomi nella canzone. Loro non menzionano il tuo in Who Shot Ya?», Tupac ribatté: «Non sono uno stronzo. Non mi nascondo dietro ai fatti». Nel febbraio 1996, i Junior M.A.F.I.A., affiliati a Biggie, pubblicarono il brano Get Money, che raggiunse la posizione numero 17 nella classifica Billboard Hot 100. In giugno, 2Pac pubblicò il singolo How Do U Want It con sul lato B Hit 'Em Up, che incorpora elementi di Get Money con intenti ironici, e attacca senza mezzi termini Biggie, Puffy e tutta la Bad Boy Records, minacciandoli di morte. In una verso della canzone Tupac insulta la moglie di Biggie dicendo di essersela portata a letto, e sfida apertamente la Bad Boy con le parole: «Who shot me, but y'punks didn't finish / Now you're 'bout to feel the wrath of a menace» ("Chi mi ha sparato?, ma non avete finito il lavoro stronzetti, e ora subirete la minaccia della mia ira").